# Dragiša Drobnjak
Dragiša Drobnjak (ur. 5 listopada 1977 w Kranju) – słoweński koszykarz, grający na pozycji silnego skrzydłowego oraz środkowego, reprezentant kraju, po zakończeniu kariery zawodniczej trener koszykarski, obecnie asystent trenera kadry Słowenii. 
Ma za sobą występy w reprezentacji juniorskiej i seniorskiej swojego kraju. Z zespołami Olimpiji Ljubljana oraz Krki Novo mesto występował w prestiżowych rozgrywkach Euroligi. Imponuje walecznością, grą obronną oraz dużym doświadczeniem.
Sezon 2008/09 rozpoczął w barwach Krce Novo mesto, gdzie rozegrał jeden mecz w rozgrywkach Ligi Adriatyckiej. Po czym podpisał dwumiesięczny kontrakt z opcją przedłużenia z niemiecką Albą Berlin. W połowie grudnia 2008 podpisał do końca sezonu kontrakt z Turowem Zgorzelec.

## Osiągnięcia
Na podstawie, o ile nie zaznaczono inaczej.
- Mistrz:
  - EuroChallenge (2011)
  - Słowenii (2000, 2003, 2005, 2006, 2011, 2015)
  - Belgii (2012, 2013)
- Wicemistrz:
  - Eurocup (2003)
  - Ligi Adriatyckiej (2002)
  - Polski (2007, 2008)
  - Słowenii (2014)
- Brązowy medalista ligi słoweńskiej (2004)
- Zdobywca:
  - pucharu:
    - Słowenii (2005, 2006, 2011)
    - Belgii (2010, 2013)

  - Superpucharu Słowenii (2005, 2010, 2013, 2015)
- Finalista pucharu Słowenii (2001, 2002, 2014)
- Uczestnik rozgrywek 1/4 Pucharu ULEB (2008)

Indywidualne
- MVP finałów ligi słoweńskiej (2015)
- Uczestnik meczu gwiazd ligi słoweńskiej (2001, 2004, 2005, 2015, 2016)

Reprezentacja
- Wicemistrz Europy U–22 (1998)
- Uczestnik mistrzostw Europy:
  - U–22 (1996 – 7. miejsce, 1998)
  - U–18 (1994 – 7. miejsce)